# The Muppets at Walt Disney World
The Muppets at Walt Disney World é o especial de televisão de 1990 estrelado pelos Muppets de Jim Henson, localizado na Walt Disney World em Lake Buena Vista na Flórida. O especial que foi ao ar na NBC como parte de The Magical World of Disney em 6 de maio de 1990 e acabou sendo o último especial dos Muppets em que Henson trabalharia (ele morreria 10 dias após a exibição, em 16 de maio).

## Prelúdio
No início de The Magical World of Disney, o então CEO da Disney, Michael Eisner, fala sobre o especial enquanto toma chá com Fozzie e sua mãe Emily no lobby do Grand Floridian Beach Resort. Depois que Fozzie acidentalmente coloca manteiga na manga de Eisner, Gonzo aparece com um grupo de monstros Muppet e Frackles para cuidar da bagunça.

## Enredo
No especial de televisão, os Muppets estão visitando a família de Caco para sua reunião anual, onde se encontram com as tias e tios de Caco. Quando os outros descobrem que o pântano fica bem próximo ao Walt Disney World, eles entram sorrateiramente e são perseguidos por um segurança chamado Quentin Fitzwaller (interpretado por Charles Grodin). As atrações e áreas apresentadas incluem Big Thunder Mountain, Indiana Jones Epic Stunt Spectacular!, Star Tours, Mad Tea Party, World Showcase, Walt Disney World Monorail System e os utilitários. O especial retrata os três parques (Magic Kingdom, Epcot e Disney-MGM Studios) como uma área conectada, apesar de os parques estarem separados uns dos outros.
A história termina com os Muppets tendo uma reunião amigável no escritório de Mickey Mouse, onde Mickey Mouse e Caco comparam os temas de sua companhia, "When You Wish Upon a Star" "The Rainbow Connection" e os ideais por trás deles. Depois disso, os Muppets retornam ao pântano, mas descobrem que Miss Piggy continua presa em frente ao The Great Movie Ride com os pés no cimento. Eles voltam ao Walt Disney World para ela depois para libertá-la. Enquanto presa no cimento, Miss Piggy grita por ajuda enquanto os créditos rolam.

## Elenco
- Charles Grodin como Quentin Fitzwaller
- Raven-Symoné como menina
- Wayne Allwine como Mickey Mouse (voz)
- Michael Eisner como ele mesmo

Elenco Muppets
- Jim Henson como Caco, o Sapo, Rowlf, Dr. Dentuço, Link Hogthrob, Cozinheiro Sueco e Waldorf.
- Frank Oz como Miss Piggy, Urso Fozzie e Animal
- Jerry Nelson como Robin, o Sapo, Camilla, a Galinha, Floyd Pepper, Urso Emily e Sapo
- Richard Hunt como Scooter, Janice, Beaker, Statler, Frog.
- Dave Goelz como Gonzo, Dr. Bunsen Honeydew, Beauregard, Zoot e Sapo
- Steve Whitmire como Rizzo, o Rato, Bean Bunny e Sapo
- Kevin Clash como Clifford, Alligator e Sapo
- Camille Bonora como Sapo, Muppets adicionais
- David Rudman como Sapo, Muppets adicionais
- Muppets adicionais interpretados por Rickey Boyd e Rick Lyon

## Aparições de outros personagens
Durante a música Rockin 'All Around the World (na melodia de "Rockin' All Over the World" do Status Quo), aparecem os Muppets inspirados nos personagens infantis Audio-Animatrônicos da atração "It's a Small World".
Personagens fantasiados de Branca de Neve e os Sete Anões (1937), Brer Bear, de Song of the South (1946), Bongo e Lulubelle de Fun and Fancy Free (1947) e a atração Country Bear Jamboree tem participações especiais.

## Canções
1. "Knee Deep"
2. "Rockin' All Around the World"
3. "Who's Your Lady Friend?"
4. "I'm Doggin' It"
5. "Rainbow Connection"
6. "Love in a Laundromat"
7. "More, More, More"

## Promoção
Jim Henson apareceu no The Arsenio Hall Show para promover o especial com Caco, o Sapo. Henson foi acompanhado por Kevin Clash, interpretando Clifford. Seria a última aparição de Henson ao vivo na televisão, e a última vez que se sabe que ele interpretou Caco, o Sapo.